# 大島町 (富山県)
大島町（おおしままち）は、富山県中部の西寄りに位置し射水郡に属していた町。
一時期「ヘチマの街」としていたことがあったが、近年では「絵本の街」として街起こしを図っていた。近年は、富山市・高岡市のベッドタウンとして宅地開発が活発である。

## 地理
西側は庄川を挟んで高岡市に接し、南は大門町、東は小杉町、北は新湊市に接している。富山平野のうちの射水平野の中央部に位置し、町域は平坦で高低差はほとんどない。

## 歴史
1889年の町村制の施行により、現在の町域内の各聚落の区域をもって、大島村となった。それ以降は、細かな境界線の変更があっただけで、射水市となるまで他の市町村との合併は行われていない。
合併時、中心聚落の名前「小島」を村名にしようとしたが、当時としては人口・面積ともに大きい部類であったことから、村勢の発展への願いも込めて「小」を「大」に変え「大島村」とした。しかし、庄川の上流の五箇山に既に大島村（後の平村大字大島、現在の南砺市大島）があることがわかり、村の世話役衆が一斗樽の酒を背負って五箇山の大島村を尋ね、「大島村」の村名を譲り受けたというエピソードが伝わっている。

### 沿革
- 1889年4月1日 - 町村制の施行により、射水郡本開発村、今開発村、小島村、新開発村、赤井村、北高木村、八塚村、小林村、鳥取村、南高木村、北野村、若杉村及び中野村の区域をもって、射水郡大島村が発足する。
- 1899年8月20日 - 独立庁舎が建設される[1]。それまでの役場は個人宅を転々としていた[2]。
- 1969年4月1日 - 町制施行して、射水郡大島町となる。
- 2005年11月1日 - 新湊市並びに射水郡大島町、小杉町、大門町及び下村が合併して、射水市が発足する。

## 歴代首長
出典→
1. 小川理吉郎（1889年8月21日 - 不詳）
2. 小川善三郎（理吉郎から改名、1893年9月26日 - 1897年9月25日）
3. 小川善三郎（1897年9月26日 - 1898年1月2日）
4. 小川善三郎（1898年12月26日 - 1899年8月24日）
5. 小川善三郎（1899年11月1日 - 1903年8月24日）
6. 堀田安太郎（1904年8月25日 - 1907年5月18日）
7. 石黒賢太郎（1807年6月13日 - 1911年6月7日）
8. 堀田安太郎（1911年6月19日 - 1915年6月14日）
9. 島崎二作（1915年7月20日 - 1919年4月11日）
10. 島崎二作（1919年4月23日 - 1920年1月3日）
11. 堀田安太郎（1920年12月9日 - 1924年6月24日）
12. 萩行岩次郎（1924年12月13日 - 1928年12月12日）
13. 萩行岩次郎（1928年12月13日 - 1932年12月12日）
14. 萩行岩次郎（1932年12月13日 - 1936年12月13日）
15. 萩行岩次郎（1936年12月14日 - 1940年12月13日）
16. 西田吉三郎（1940年12月14日 - 1944年12月13日）
17. 西田吉三郎（1944年12月14日 - 1946年11月30日）
18. 津田留次郎（職務代理、1946年12月1日 - 1947年4月4日）
19. 吉田実（以降は公選、1947年4月5日 - 1951年4月4日）
20. 吉田実（1951年4月5日 - 1955年4月30日）
21. 吉田実（1955年5月1日 - 1956年8月30日〔富山県知事選就任のため[4]〕）
22. 島崎佐一（無投票当選[4]、1956年10月18日 - 1960年10月17日）
23. 島崎佐一（1960年10月18日 - 1964年10月17日）
24. 島崎佐一（1964年10月18日 - 1968年10月17日）
25. 福田義雄（1968年10月18日 - 1972年10月17日〔任期中に大島村が大島町に町制施行〕）
26. 福田義雄（1972年10月18日 - 1976年10月17日）
27. 福田義雄（1976年10月18日 - 1980年10月17日）
28. 小川秀雄（1980年10月18日 - 1984年10月17日）
29. 小川秀雄（1984年10月18日 - 1988年10月18日）
30. 吉田力（1988年10月18日 - 1992年10月17日）
31. 吉田力（1992年10月18日 - 1996年10月17日）
32. 吉田力（1996年10月18日 - 2000年10月17日）
33. 吉田力（2000年10月18日 - 2004年10月17日）
34. 吉田力（2004年10月18日 - 2005年10月30日〔大島町が射水市新設により消滅のため〕）

## 経済

### 産業
農業、特に米の生産が中心の町だったが、東洋紡・日本電工などの工場も進出している。
またヘチマを特産品とし、一時期ヘチマで街起こしを図ったことがあった。

## 姉妹都市・提携都市
姉妹都市などの提携はないが、1992年以降、「全国大島リンク会議」と称し、全国の「大島」という名前の町村（大島町・大島村）との友好関係があった。平成の大合併によりほとんどの大島町・大島村が消滅もしくは消滅予定となったことから2004年に全国大島リンク会議は解散した。全国大島リンク会議に参加した7つの町村の記念碑や町村木を建てた「おおしまリンクロード」が八塚にある。

### 参加していた町村
- 山口県大島郡大島町 （おおしまちょう、現・周防大島町）
- 福岡県宗像郡大島村（おおしまむら、現・宗像市）
- 長崎県西彼杵郡大島町 （おおしまちょう、現・西海市）
- 長崎県北松浦郡大島村（おおしまむら、現・平戸市）
- 東京都大島町（おおしままち）
- 新潟県東頚城郡大島村（おおしまむら、現・上越市）

## 地域

### 教育
保育所は、町営の大島町中央保育園（後の射水市立大島中央保育園。2009年に閉園し、公設民営の射水おおぞら保育園が開園）と大島町南部保育園（現・射水市立大島南部保育園）、および公設民営の大島つばさ保育園の3か所がある。以前は中央保育園と同じ敷地内に大島幼稚園があったが、幼保一元化により大島町中央保育園に統合された。
小学校
- 大島町立大島小学校

小学校は大島小学校1校のみである。町内に中学校はなく、隣の大門町と共同で大門町大島町中学校組合立大門中学校（現・射水市立大門中学校）を運営していた。高校・大学などはない。富山県立大門高等学校は「大門・大島地域」の新設高校として計画されたものであり、校地は大門・大島町境に隣接しているが全域が大門町内にある。

## 交通

### 鉄道
町の南を北陸本線が東西に貫き、南西部に越中大門駅がある。

### 道路
一般国道
- 国道472号

県道
- 富山県道11号新湊庄川線
- 富山県道44号富山高岡線（旧国道8号）
- 富山県道322号八町大門線

## 名所・旧跡
- 鳥取の里

古事記によれば、垂仁天皇の皇子の誉津別命は大人になっても言葉が話せなかったが、ある日、白鳥の鳴き声を聞いて声を発した。そこで天皇は山辺之大鷹という人物にその白鳥を捕えるよう命じた。山辺之大鷹は白鳥を追いかけて、9つの国を走り抜けて越国の和那美の水門（わなみのみなと）でようやく捕えることができた。『古事記伝』を著した本居宣長が、和那美の水門の地は越中国鳥取（後の大島町鳥取）であるとしたことから、鳥取八幡社の境内にそれを記念した「高志国鳥取の里」の石碑が立てられている。
- 大島町絵本館（現・射水市大島絵本館）

大島町が企画して、上記の古事記の説話や附近に伝わる民話などを集めた絵本を刊行し、それをきっかけに「絵本の街」として町起こしを図っている。その中心となる施設が大島町絵本館で、鳥取の里の近くに建てられている。

## 著名な出身者
- 山田辰夫 - 俳優[5]